# Uncharted: Złota Otchłań
Uncharted: Złota Otchłań (ang. Uncharted: Golden Abyss) – przygodowa gra akcji przedstawiona z perspektywy trzeciej osoby, wyprodukowana przez amerykańskie studio Bend Studio, a wydana przez Sony Computer Entertainment na konsolę PlayStation Vita. Gra ukazała się 17 grudnia 2011 w Japonii, 14 lutego 2012 w Ameryce Północnej, 22 lutego 2012 w Europie i 23 lutego 2012 w Australii. Była jednym z tytułów startowych PlayStation Vita.
Gra jest prequelem trylogii gier z serii Uncharted wydanych na PlayStation 3. Główny bohater gry, Nathan Drake, namówiony przez swojego dawnego znajomego Jasona Dantego, bierze udział w wyjeździe mającym odkryć tajemnicę masakry dokonanej na członkach hiszpańskiej ekspedycji przed czterystu laty.
Pomimo tego, że gra zdobyła niższą średnią ocen niż gry z serii Uncharted wydane na PlayStation 3, osiągając średnią ocen 80,32% oraz 80/100 odpowiednio w agregatorach GameRankings i Metacritic, recenzenci niektórych serwisów, w tym m.in. IGN, Gry-Online i Polygamia, stwierdzili, że jest to najładniejszy tytuł startowy na PlayStation Vita i jest znakomitym pokazem możliwości konsoli.

## Fabuła
- Źródło:  Uncharted: Golden Abyss Official Guide Book [5].

„I can assure you that in reality, Friar Marcos has
not told the truth in a single thing he has said.“
„Zapewniam cię, że ani jedno słowo
brata Marcosa nie było prawdą.“

Akcja Złotej Otchłani rozgrywa się kilka lat przed wydarzeniami z gry Uncharted: Fortuna Drake’a. Drake zostaje poproszony przez swojego starego przyjaciela, Jasona Dantego, o pomoc w zbadaniu kompleksu świątyń, które odnalazł w środkowej Panamie oraz rozwiązaniu tajemniczej śmierci hiszpańskich konkwistadorów poszukujących tam 400 lat temu mitycznej Złotej Otchłani. W międzyczasie poznaje Marisę Chase – młodą archeolog próbującą odnaleźć swojego zaginionego dziadka, sławnego archeologa. Drake postanawia odnaleźć Złotą Otchłań i przy okazji pomóc Marisie odnaleźć dziadka. Muszą jednak zmierzyć się też z generałem Guerro, który również chce odnaleźć miasto, by mieć z czego sfinansować swoją armię.

### Obsada głosowa
| Postać                  | Angielski dubbing                                      | Polski dubbing       |
| ----------------------- | ------------------------------------------------------ | -------------------- |
| Nathan Drake            | Nolan North                                            | Jarosław Boberek     |
| Marisa Chase            | Christine Lakin                                        | Dorota Gardias-Skóra |
| Jason Dante             | Jason Spisak                                           | Leszek Zduń          |
| Victor „Sully” Sullivan | Richard McGonagle                                      | Andrzej Blumenfeld   |
| Generał Guerro          | Jean-Benoit Blanc                                      | Dariusz Odija        |
| Vincent Perez           | Robin Atkin Downes                                     | Tomasz Marzecki      |
| Najemnicy               | Steve Blum Philip Anthony-Rodriguez Robin Atkin Downes | Dariusz Błażejewski  |

## Rozgrywka
Uncharted: Złota Otchłań to przygodowa gra akcji przedstawiona z perspektywy trzeciej osoby, w której gracz wciela się w postać podróżnika Nathana Drake’a. Bohater walczy za pomocą broni palnej, granatów bądź gołych pięści. Protagonista jest w stanie nosić jednocześnie jeden egzemplarz broni długiej i jeden krótkiej, zarazem trzymając w kieszeni do czterech granatów. W grze występuje system osłon – odpowiednio płaskie kamienie, ściany lub skrzynie mogą służyć za osłony (część z nich może ulec destrukcji po ostrzale lub wybuchu granatu). Z tej pozycji bohater może strzelać na oślep, tylko lekko się wychylając. Gra korzysta z samoregenerującego się paska zdrowia – wraz z kolejnymi ranami ekran coraz bardziej blaknie, a po kilkunastu sekundach spokoju wraca do normy. W grze występuje interakcja z przedmiotami, główny bohater może otworzyć drzwi, przesunąć przeszkodę, pociągnąć dźwignię lub uruchomić inny mechanizm. Ponadto występuje też wiele elementów zręcznościowych, polegających na wspinaniu się, skakaniu, połączonych np. z ucieczką przed przeciwnikami. Ostatnim aspektem rozgrywki jest rozwiązywanie zagadek np. układnie puzzli, przestawianie posągów lub obrysowywanie węglem kształtów na znalezionych przedmiotach. Przez całą kampanię dla pojedynczego gracza Nathanowi towarzyszą bohaterowie niezależni, którzy starają się mu pomóc w walce z przeciwnikami. W grze występuje kilka rodzajów wrogów, część z nich jest opancerzona, lub obsługuje działa.
W lokacjach kampanii dla pojedynczego gracza ukryte są skarby i relikty, które gracz może odnaleźć i kolekcjonować. Ponadto zabici wrogowie zostawiają łupy, które można wymieniać z innymi graczami przez Internet za pośrednictwem usługi „czarny rynek”. Skarby i trofea zdobyte w Uncharted: Złota Otchłań mają wpływ na ulepszanie wybranych kart w Uncharted: Pogoń za fortuną.

## Tworzenie
Kilka dni przed targami E3 2011 w Los Angeles Sony ujawniło część tytułów startowych na konsolę PlayStation Vita (wtedy jeszcze nazywa Next Gen Portable), wśród zapowiedzianych gier znalazło się także Uncharted: Złota Otchłań. We wrześniu 2011 roku na konferencji prasowej zorganizowanej przed oficjalnym rozpoczęciem targów Tokyo Game Show ogłoszono datę premiery gry w Japonii, ustalono ją na 17 grudnia 2011 roku, czyli datę premiery konsoli PlayStation Vita. Niecały miesiąc przed polską premierą gry Sony Computer Entertainment Polska ogłosiło, że w grze  głosu użyczy Jarosław Boberek, po raz trzeci wcielając się w Nathana Drake’a, oraz Dorota Gardias, która po raz pierwszy wcieli się w Marisę Chase. Gra miała swoją premierę 17 grudnia 2011 roku w Japonii oraz 22 lutego 2012 roku w Europie i Stanach Zjednoczonych.

### Ścieżka dźwiękowa
Ścieżkę dźwiękową do Uncharted: Złota Otchłań skomponował amerykański kompozytor Clint Bajakian. Została wydana 22 lutego 2012 roku w formie cyfrowej w sklepie iTunes.
| Oryginalny soundtrack – 2012 | Oryginalny soundtrack – 2012    | Oryginalny soundtrack – 2012 |
| Nr                           | Tytuł utworu                    | Długość                      |
| ---------------------------- | ------------------------------- | ---------------------------- |
| 1.                           | „In Search of the Sete Cidades” | 4:56                         |
| 2.                           | „A Fighting Chance”             | 2:11                         |
| 3.                           | „Ancient Mystery”               | 2:14                         |
| 4.                           | „Guerro's Theme”                | 1:51                         |
| 5.                           | „Trouble in the Rubble”         | 2:03                         |
| 6.                           | „The Sword of Steven”           | 3:18                         |
| 7.                           | „Chase's Theme”                 | 3:59                         |
| 8.                           | „Dante's Army”                  | 1:51                         |
| 9.                           | „Windows and Ropes”             | 2:14                         |
| 10.                          | „Snake Temple”                  | 2:56                         |
| 11.                          | „Protect Chase”                 | 2:05                         |
| 12.                          | „Quiviran Warrior”              | 2:18                         |
| 13.                          | „Lake of Ghosts”                | 4:20                         |
| 14.                          | „Mano a Mano”                   | 2:36                         |
| 15.                          | „Sete Cidades Theme”            | 3:56                         |
|                              |                                 | 42:48                        |

## Odbiór gry

### Recenzje
Uncharted: Złota Otchłań zostało dobrze przyjęte przez recenzentów i uzyskała w agregatorach GameRankings i Metacritic średnie 80,32% i 80/100. W pierwszej recenzji Uncharted: Złota Otchłań Anthony Severino z magazynu PlayStation LifeStyle przyznał grze maksymalną ocenę. Grę chwalono za dopracowanie technologiczne, pomysły na wykorzystanie funkcji konsoli PlayStation Vita, sterowanie oraz dubbing (zarówno oryginalny, jak i polski). Oprawę graficzną porównywano do tej z Uncharted: Fortuna Drake’a na PlayStation 3. Krzysztof Gonciarz z serwisu Gry-Online stwierdził, że gra oferuje najlepszą grafikę spośród tytułów dostępnych w dniu premiery na przenośną konsolę Sony. Złotą Otchłań krytykowano za dużą liczbę strzelanin kosztem sekcji przygodowych, banalne zagadki, małe zróżnicowanie etapów, a nawet fabułę.

### Nagrody
Podczas gamescom 2011 Uncharted: Złota Otchłań otrzymała nagrodę dla najlepiej zapowiadającej się gry targów na konsole przenośne.

## Sprzedaż
Według strony VGChartz produkcja sprzedała się w nakładzie 520 000 egzemplarzy w Ameryce Północnej, 610 000 w Europie, 130 000 w Japonii i 210 000 w pozostałych krajach. Łączna sprzedaż wyniosła 1 460 000 egzemplarzy.

## Kontynuacja
Przez rok pracowano nad kontynuacją, ale Naughty Dog nie dało Sony "zielonego światła", bojąc się o "wypalenie" serii.